# Walter Breisky
Walter Breisky (8. července 1871 Bern – 25 září 1944 Klosterneuburg) byl rakouský právník, státní úředník a politik. Jako nestraník navržený Křesťansko-sociální stranou se stal ministrem školství a vnitra a byl v těchto funkcích od července do listopadu 1920. Inicioval rozsáhlé reformy rakouského vzdělávacího systému. Od listopadu 1920 do května 1922 byl rovněž vicekancléřem. V lednu 1922 se stal na jeden jediný den kancléřem Rakouska.

## Život
Walter Breisky se narodil ve Švýcarsku, neboť jeho otec, August Breiský, přijal v roce 1867 profesuru gynekologie na univerzitě v Bernu. Oba jeho rodiče byli českého původu. V roce 1874 byl jeho otec pozván, aby převzal katedru gynekologie na univerzitě v Praze. V českém hlavním městě Walter navštěvoval základní školu a získal první čtyři roky gymnaziálního vzdělání. V roce 1886 bylo jeho otci nabídnuto místo na druhé gynekologické klinice Vídeňské univerzity. Breisky tak dokončil své středoškolské vzdělání na vídeňském Gymnasiu Wasagasse. Než školu dokončil, jeho otec zemřel. Protože Walter ještě nebyl plnoletý, stal se jeho strýc Rudolf Breisky, jež disponoval titulem barona, jeho zákonným zástupcem a nakonec ho adoptoval. Baron Breisky byl 25 let šéfem prezidia ministerstva vnitra a byl jedním z nejbližších spolupracovníků ministra vnitra Eduarda Taaffeho. Je pravděpodobné, že to byl právě baron Breisky, kdo navedl svého svěřence k úřednické kariéře. Zapsal se za tím účelem na Vídeňskou univerzitu ke studiu práv a politologie. S vyznamenáním promoval v roce 1895. Poté nastoupil do hejtmanského úřadu (Statthalterei) dolnorakouského arcivévodství. V roce 1898 byl povýšen na koncipistu a jmenován do výkonného výboru státní byrokracie. 1. ledna 1900 nastoupil na ministerstvo školství. Postup na ministerstvo se mu zdařil v nezvykle mladém věku. Rychlý postup byl o to pozoruhodnější, že Breisky byl protestant, což byl vážný handicap v habsburské byrokracii obecně a na ministerstvu školství obzvláště. Jisté pnutí bylo patrné, což se projevilo v roce 1905, kdy se ho ministerstvo pokusilo zbavit nabídkou, aby obsadil uvolněné místo v evangelické církevní radě, čímž by formálně povýšil. Breisky však odmítl. V dubnu 1907 byl jmenován do prezidia ministerstva. V únoru 1908 byl povýšen na ministerského tajemníka (Ministerialsekretär). Následně se stal nejbližším spolupracovníkem ministerského prezidenta Barona Maxe Wladimira von Becka. Oba muži se velmi sblížili, trávili spolu i prázdniny. V roce 1909 získal Breisky titul sekčního rady (Sektionsrat). V roce 1913 byl jmenován ministerským radou (Ministerialrat).
Rozpad Rakousko-Uherska na konci první světové války znamenal pro Beiského osobní ránu. Navzdory své sklíčenosti ale zůstal ve státních službách. V květnu 1919 byl převeden do úřadu kancléřství, kde se stal ředitelem odboru (Sektionschef) a osobním tajemníkem rakouského kancléře Karla Rennera. Renner instruoval všechny zaměstnance, že každý dokument adresovaný jemu má být zpřístupněn také Breiskymu, nejlépe dříve než jemu. Již tehdy měl blízko k politické kariéře, problém byl, že neměl blízko ani k jednomu ze tří klíčových politických proudů nové rakouské republiky. K sociálním demokratům ho vázal silný osobní vztah s Rennerem, ale vzdaloval ho od nich původ ve vyšších vrstvách a sociální konzervatismus. Ten ho předurčoval k blízkosti ke Křesťansko-sociální straně, ale ta byla silně konfesní, katolická, a on byl evangelíkem. Evangelictví ho teoreticky tlačilo do blízkosti nacionálů Velkoněmecké lidové strany, ale odmítal jejich pangermanismus a antisemitismus. Tato pozice z něj nicméně dělala vynikajícího prostředníka mezi stranami, takže ho politici chtěli mít mezi sebou.
Nakonec do politiky vstoupil, když se v červenci 1920 tři uvedené strany dohodly na vytvoření vlády národní jednoty, která by řídila přechod od prozatímní k trvalé ústavě, který v té době probíhal. Křesťanská sociální strana nabídla Breiskymu post ministra školství. Breisky přijal, ač do strany nevstoupil. Jeho zástupcem se stal sociální demokrat Otto Glöckel, vášnivý reformátor. Glöckel navrhl ambiciózní školskou reformu, chtěl prolomit třídní bariéry ve školském systému - formálně byly v rakouském školství děti tříděny v jistém momentě "podle nadání", ale v praxi toto třídění fungovala na třídním základě. Opuštěno mělo být také tradiční učení nazpaměť, žáci měli být vedeni k samostatnosti. Breisky některé Glöckelovy návrhy odmítl, některé přijal, několik vlastních reformních myšlenek doplnil. Podpořil přístup dívek a dětí z venkova ke vzdělání a zlepšení přípravy učitelů. Profesionalizoval též proces schvalování učebnic a modernizoval učební osnovy. Když sociální demokraté 22. října opustili vládu, uvolnilo se místo ministra obrany. Breisky funkci přibral ke své dosavadní. Po rekonstrukci kabinetu, 20. listopadu, se stal vicekancléřem. Ministerstvo školství bylo nově sloučeno s ministerstvem vnitra a spojené ministerstvo převzal Egon Glanz. Breisky se však stal státním tajemníkem zodpovědným za záležitosti vzdělávání a ponechal si tak vliv na reformní proces. Když Glanz 7. dubna 1921 rezignoval, Breisky byl jmenován znovu ministrem. 21. června byla uvedena do úřadu první Schoberova vláda. Breiskému zůstala funkce vicekancléře a státního tajemníka školství.
Dne 16. prosince 1921 podepsal kancléř Johann Schober a prezident Michael Hainisch smlouvu o vzájemném porozumění a přátelství s Československem. Rakousko svému severnímu sousedovi zaručovalo, že bude dodržovat Saintgermainskou smlouvu a nebude usilovat o sjednocení s Německem, ani se nepokusí obnovit moc Habsburské dynastie. Československo na oplátku přislíbilo značnou půjčku. Smlouva by také obecně zlepšila mezinárodní postavení Rakouska a usnadnila by Rakousku získat další půjčky od jiných zemí. Křesťanští sociálové byli pro smlouvu, ale jejich koaliční partner, Velkoněmecká lidová strana, byl vehementně proti. Velkoněmci totiž vždy tajně doufali ve sjednocení všech Němců do jednoho státního útvaru, a to i těch sudetských z Česka. V posledních dnech prosince 1921 uspořádali nacionálové protestní shromáždění proti smlouvě po celé zemi. 16. ledna 1922 také na protest stáhli své zástupce ze Schoberova kabinetu. Dokud však ve funkci zůstal sám Schober, byli Velkoněmci stále vázáni původní koaliční smlouvou. Dohoda vyžadovala, aby strana hlasovala pro všechny vládní návrhy v Národní radě (dolní komoře parlamentu) a jedním z nich byla i ratifikace smlouvy. Dne 26. ledna Schober odstoupil z funkce, v naději, že Velkoněmce uklidní tím, že je zprostí tohoto smluvního závazku. Prezident Hainisch okamžitě jmenoval novým kancléřem Breiského, s vědomím obou, že bude ve funkci dočasně. Smlouva s Československem byla ve stejný den ratifikována hlasy křesťanských sociálů a sociálních demokratů, zatímco Velkoněmecká lidová strana hlasovala proti. Druhého dne, 27. ledna, se Schober vrátil na post kancléře. Breisky pak pokračoval ve své roli vicekancléře a státního tajemníka pro školství.
V květnu 1922 byl Schober nucen znovu rezignovat. Jeho nástupce Ignaz Seipel nenašel pro Breiského ve svém kabinetu využití. Breisky se vrátil na svou starou pozici sekčního šéfa v kancléřství. Seipel byl s jeho službami a loajalitou spokojen a 21. února 1923 ho jmenoval prezidentem Rakouského statistického úřadu. Čekal ho zde veliký úkol. Hospodářská situace Rakouska byla stále špatná a politikům scházely základní informace o společnosti nového státu. Nebylo dokonce jasné, kolik obyvatel vlastně země má, kolik z nich bylo zaměstnáno, kolik bylo v zemi podniků a jaký byl jejich výkon. Statistický úřad byla značně poddimenzovaný a špatně organizovaný. Breisky, jehož jmenování bylo původně zesměšňováno pro nedostatek vzdělání v oboru statistiky, se rychle ukázal jako skvělý organizátor. Vytvořil ze Statistického úřadu fungující jednotku. Poté založil Rakouský institut pro ekonomický výzkum (Österreichisches Institut für Konjunkturforschung), který by shromážděná data dokázal i interpretovat a poskytovat politikům v podobě, z níž lze odvodit konkrétní opatření.
Breisky po celý život trpěl špatným zrakem. Jeho dalekozrakost a astigmatismus byly natolik vážné, že byl již v roce 1894 prohlášen za trvale nezpůsobilého k vojenské službě. Od té doby se problémy zhoršovaly. Dne 18. února 1931 kvůli tomu Breisky nabídl svůj odchod do důchodu. Jeho žádosti bylo 1. října vyhověno. Strávil svá poslední léta v Klosterneuburgu. Byl v té době aktivní v Panevropském hnutí a zastával čestné funkce v řadě charitativních organizací. Byl čestným prezidentem Vídeňského sdružení pro ochranu zvířat (Wiener Tierschutzverein) a čestným členem místní numismatické společnosti. Většinu času trávil ve své rozlehlé knihovně čtením s lupou. Existují důkazy, že Breisky se cítil sklíčený politickým vývojem. Nevyjádřil žádnou podporu ani austrofašistickému puči v roce 1934, ani převzetí moci nacisty v roce 1938. Po anšlusu a nástupu nacistické strany k moci v Rakousku se demonstrativně vzdal členství v Mezinárodním statistickém institutu. Po smrti své manželky 17. listopadu 1943 si najal ošetřovatelku. V září 1944 ho patrně tato ošetřovatelka udala, že poslouchá "nepřátelský rozhlas", vysílání britské BBC. Byl zatčen gestapem, ale brzy propuštěn. Krátce po propuštění z vazby spáchal sebevraždu.